# کارکس نروینا
کارکس نروینا (نام علمی: Carex nervina) نام یک گونه از سرده جگن است.